# Alloxytropus elias
Alloxytropus elias is een vliegensoort uit de familie van de venstervliegen (Scenopinidae). De wetenschappelijke naam van de soort is voor het eerst geldig gepubliceerd in 2006 door Winterton & Kerr.